# 33 Bootis
33 Bootis (33 Boo / HD 129002 / HR 5468) es una estrella en la constelación de Bootes de magnitud aparente +5,40.
Se encuentra a 197 años luz del sistema solar.
33 Bootis es una estrella blanca de la secuencia principal de tipo espectral A1V, semejante a la brillante Sirio (α Canis Majoris), pero 23 veces más alejada que ésta.
Es una estrella que fusiona su hidrógeno interno en helio al igual que el Sol, pero es notablemente más caliente que éste con una temperatura superficial de 9630 K.
Su luminosidad es 23,6 veces mayor que la luminosidad solar.
Gira sobre sí misma con una velocidad de rotación proyectada de 95 km/s, siendo esta cifra sólo un límite inferior, ya que el valor real depende de la inclinación de su eje de rotación. 
Su masa equivale a 2,20 masas solares y sólo ha recorrido el 10% de su trayecto como estrella de la secuencia principal.
33 Bootis es una estrella muy luminosa en rayos X con una luminosidad de 1341,9 x 1020 W.
Al compararla con otras estrellas semejantes, resulta ser 69 veces más luminosa que Vega (α Lyrae) o 72 veces más que Menkalinan (β Aurigae); en estas longitudes de onda su luminosidad es comparable a la de estrellas peculiares como υ Lupi o 56 Tauri.